# 廻人
『廻人』（かいじん）は、Eveのメジャー3枚目、通算7枚目のアルバム。2022年3月16日にトイズファクトリーから発売された。

## 概要
前作『Smile』から約2年ぶりとなるアルバム。またこの間に、EP『廻廻奇譚/蒼のワルツ』、配信限定EP『群青讃歌/遊生夢死』、配信限定ボーカロイドアルバム『Eve Vocaloid 01』をリリースしている。
前作から今作までにリリースされたシングル及びEPのうち、「約束」は未収録となる。

## 背景と経緯
Eveは2020年初めにメジャー2ndアルバム『Smile』を発売した。また、その名前を冠したライブ『Eve Live Smile』を開催予定だったが、新型コロナウイルス流行の影響で中止となった。同年10月には「廻廻奇譚」「約束」をデジタル・リリース、12月には配信シングル「心海」やEP『廻廻奇譚/蒼のワルツ』が発売された。「廻廻奇譚」はテレビアニメ『呪術廻戦』の第1クールOPテーマに抜擢され、アニメと共に以前からの知名度を更に上げロングヒットを記録した。
2021年には、2月にロッテ「ガーナチョコレート “Gift”」テーマソングでsuis（from ヨルシカ）とのコラボシングル「平行線」を、5月に「夜は仄か」がリリースされた。7月、suisと共にボーカル参加したLanndoの楽曲「宇宙の季節」をリリースした。9月には、配信限定EP『群青讃歌/遊生夢死』をリリース。表題曲の「群青讃歌」は、スマホゲーム『プロジェクトセカイ カラフルステージ! feat. 初音ミク』に提供された楽曲で、「ラストダンス」以来約3年ぶりにボーカロイドを使用したバージョンが公開された。12月初めにSpotifyまとめ及びSpotify PremiumのTVCMソングとなった「藍才」をリリース。クリスマスイブである12月24日にYouTubeにて行われた配信「Eveの日 Xmas Live 12/24」にてニューアルバムの発売が発表、また同配信では、今作のアニメイト特典CDに収録されるセルフカバー・カバー曲を募集したほか、初期の同人アルバム『Wonder Word』『Round Robin』の再生産販売も発表された。
2022年には、1月14日に今作のアニメイト店舗特典に収録されるカバーCDの収録曲の発表、同月19日に廻人盤と初廻盤の豪華仕様の解禁、同月21日に早期予約特典であるBlu-rayのティザー映像の公開と、2月4日にオンラインイベント「廻人ノ間」の開催決定、同月17日にアルバムの全収録曲及び曲順が解禁など、立て続けにアルバムの詳細が発表された。
1月25日には、Eve初となる音楽映画『Adam by Eve: A Live in Animation』を同年3月15日にNetflixで世界同時配信及び一週間限定で一部劇場での上映を実施することを発表。
1月31日、グローバルメイクアップブランド「KATE欲コレクション」のインスパイアソングとして新曲「YOKU」を提供、今作にも収録されることが発表された。また同時に、イラストレーターの米山舞によるミュージックビデオ制作も発表された。
発売10日前となる3月6日から、カウントダウン形式でトリビュートイラスト企画がTwitterで行われた。
3月8日、収録曲の「アヴァン」が配信限定シングルとしてリリースされ、スマートフォンゲーム『呪術廻戦 ファントムパレード』の主題歌となることが発表された。
3月11日、収録曲の「退屈を再演しないで」が先行配信、同日18:00にはミュージック・ビデオが公開された。
3月16日、メジャー3rdアルバム『廻人』を発売。
3月18日には、収録曲の「YOKU」が、5月23日には「暴徒」のミュージック・ビデオが公開された。
2023年11月23日に、「アヴァン」のミュージック・ビデオが公開された。

## チャート成績
『廻人』は、初週33,698枚を売り上げ、オリコン2022年3月28日付の週間ランキングで最高（初登場）4位を記録。

## リリースとプロモーション
廻人盤（初回限定・特製BOX仕様）、初廻盤（CD+Blu-ray）、通常盤の全3形態での発売。
廻人盤には、"廻"をモチーフとしたグッズ「無限廻段」を付属している。
初廻盤には、「廻廻奇譚」から今作までに発表されたミュージック・ビデオが収録されたBlu-rayを付属している。
早期予約特典として、「廻廻奇譚」「いのちの食べ方」「ドラマツルギー」のLiveFilmが収録されたBlu-rayが付属する。
| 対象店舗                                | 特典内容                                           |
| --------------------------------------- | -------------------------------------------------- |
| アニメイト/アニメイトオンラインショップ | カバーCD（ロウワー、魔法 全2曲）                   |
| Amazon.co.jp                            | Smile缶バッジ (全2種の内からランダムで1種)         |
| TOWER RECORDS / TOWER RECORDS ONLINE    | 特典CD（廻廻奇譚 ピアノver、心海 ピアノver 全2曲） |
| TSUTAYA RECORDS                         | 特典CD（ピアノBGM集 全11曲）                       |
| HMV / HMV&BOOKS online                  | 缶バッジ（全2種の内から、ランダムで1種）           |
| ヴィレッジヴァンガード                  | 特典CD（ぼっちラジオ5）                            |
| 楽天ブックス                            | クリアファイル（A5サイズ）                         |
| TOY'S STORE                             | ジャケットステッカー（通常盤ver.）                 |
| 応援店                                  | 告知ポスター（B2サイズ）                           |

## 収録内容

### CD
| 全作詞・作曲: Eve。 |                                      |       |            |       |
| #                   | タイトル                             | 作詞  | 作曲・編曲 | 時間  |
| 1.                  | 「廻人」(instrumental)               | Eve   | Eve        | 00:58 |
| 2.                  | 「廻廻奇譚」                         | Eve   | Eve        | 03:41 |
| 3.                  | 「夜は仄か」                         | Eve   | Eve        | 03:13 |
| 4.                  | 「遊生夢死」                         | Eve   | Eve        | 03:16 |
| 5.                  | 「暴徒」                             | Eve   | Eve        | 03:45 |
| 6.                  | 「平行線」(Eve × suis from ヨルシカ) | Eve   | Eve        | 04:39 |
| 7.                  | 「YOKU」                             | Eve   | Eve        | 02:48 |
| 8.                  | 「蒼のワルツ」                       | Eve   | Eve        | 04:36 |
| 9.                  | 「心海」                             | Eve   | Eve        | 04:25 |
| 10.                 | 「群青讃歌」                         | Eve   | Eve        | 04:36 |
| 11.                 | 「言の葉」                           | Eve   | Eve        | 04:42 |
| 12.                 | 「藍才」                             | Eve   | Eve        | 04:18 |
| 13.                 | 「退屈を再演しないで」               | Eve   | Eve        | 03:48 |
| 14.                 | 「アヴァン」                         | Eve   | Eve        | 03:24 |
| 合計時間:           | 合計時間:                            | 52:09 |            |       |

### Blu-ray
- Music Video集

| #  | タイトル       | 作詞 | 作曲・編曲 |
| -- | -------------- | ---- | ---------- |
| 1. | 「廻廻奇譚」   |      |            |
| 2. | 「蒼のワルツ」 |      |            |
| 3. | 「心海」       |      |            |
| 4. | 「夜は仄か」   |      |            |
| 5. | 「平行線」     |      |            |
| 6. | 「遊生夢死」   |      |            |
| 7. | 「群青讃歌」   |      |            |
| 8. | 「藍才」       |      |            |

## タイアップ
廻廻奇譚
テレビアニメ『呪術廻戦』第1クールオープニングテーマ
遊生夢死
個人制作アニメーションの祭典「Project Young.」主題歌
暴徒
音楽映画『Adam by Eve: A Live in Animation』劇中歌
平行線
ロッテ ガーナチョコレート『Gift』テーマソング
YOKU
「KATE欲コレクション」インスパイアソング
蒼のワルツ
アニメ映画『ジョゼと虎と魚たち』主題歌
心海
アニメ映画『ジョゼと虎と魚たち』挿入歌
群青讃歌
スマホゲーム『プロジェクトセカイ カラフルステージ! feat. 初音ミク』1周年記念アニバーサリーソング
言の葉
NTTドコモ U30ロング割「あの恋をもう一度」テーマソング
藍才
Spotifyまとめ/プレミアムTVCMソング
退屈を再演しないで
音楽映画『Adam by Eve: A Live in Animation』劇中歌
アヴァン
スマートフォンゲーム『呪術廻戦 ファントムパレード』主題歌

## Eve Live Tour 2022 廻人
本作品のタイトルを冠して、8都市9公演を廻る約2年ぶりの全国ホールツアー「Eve Live Tour 2022 廻人」が2022年4月から同年5月にかけて開催された。また追加公演として同年8月29日・8月30日には、自身初となる日本武道館公演を開催。また、公演毎によりセットリストの一部が変更されていた。
| 日程     | 開場/開演   | 都道府県 | 会場                                           | 備考                                                                                          |
| -------- | ----------- | -------- | ---------------------------------------------- | --------------------------------------------------------------------------------------------- |
| 04月08日 | 18:00/19:00 | 石川県   | 本多の森ホール                                 |                                                                                               |
| 04月15日 | 18:00/19:00 | 宮城県   | 東京エレクトロンホール宮城                     | 3月16日深夜に宮城県・福島県を中心に発生した地震の影響により、開催延期および会場変更がされた。 |
| 04月17日 | 17:00/18:00 | 福岡県   | 北九州ソレイユホール                           |                                                                                               |
| 04月22日 | 18:00/19:00 | 愛知県   | 愛知県芸術劇場大ホール                         |                                                                                               |
| 04月24日 | 17:00/18:00 | 広島県   | 広島文化学園HBGホール                          |                                                                                               |
| 04月28日 | 18:00/19:00 | 大阪府   | 大阪国際会議場メインホール(グランキューブ大阪) |                                                                                               |
| 05月04日 | 18:00/19:00 | 東京都   | 東京ガーデンシアター                           |                                                                                               |
| 05月05日 | 16:00/17:00 | 東京都   | 東京ガーデンシアター                           | 本公演終了後、日本武道館での追加公演の開催が発表された。                                      |
| 05月20日 | 18:00/19:00 | 宮城県   | 仙台サンプラザホール                           | 4月15日の公演の中止による振替公演。                                                           |
| 05月23日 | 18:00/19:00 | 兵庫県   | 神戸国際会館こくさいホール                     |                                                                                               |

| 日程     | 開場/開演   | 都道府県 | 会場       | 備考                                    |
| -------- | ----------- | -------- | ---------- | --------------------------------------- |
| 08月29日 | 17:30/19:00 | 東京都   | 日本武道館 | 追加公演、自身初の日本武道館2DAYS公演。 |
| 08月30日 | 17:30/19:00 | 東京都   | 日本武道館 | 追加公演、自身初の日本武道館2DAYS公演。 |

## クレジット
All Vocals, Chorus, Lyrics, Music & Produced : Eve
Arrangement & All other instrumentals : Numa
参加ミュージシャン
Guitar : 沼能友樹 [M1-14]
Bass : 中村昌史 [M8]
Drums : 堀正輝 [M2,8,14]
Beat Programming : 堀正輝 [M2,6-14] / TAKU INOUE [M2]
Drum Technician : 有松益男 [M2]
Strings Arrange : きくお [M8,9] / 有生ネネ [M8]
Strings : 美央 [M8] / 伊能修 [M8] / 菊池幹代 [M8] / 笠原あやの [M8]
Vocal : suis from ヨルシカ [M6]
Vocal Edit : 快晴P [M2-14]
Vocal Chop : TAKU INOUE [M13]